# 東金線
東金線（とうがねせん）は、千葉県大網白里市の大網駅から同県山武市の成東駅に至る、東日本旅客鉄道（JR東日本）の鉄道路線（地方交通線）である。

## 路線データ
- 管轄（事業種別）：東日本旅客鉄道（第一種鉄道事業者）
- 区間：大網駅 - 成東駅間[1]
- 路線距離（営業キロ）：13.8km[1]
- 軌間：1,067mm
- 駅数：5（起終点駅を含む）[1]
  - 東金線所属駅に限定した場合、外房線所属の大網駅と総武本線所属の成東駅[2]が除外され、3駅となる。
- 複線区間：なし（全線単線）
- 電化区間：全線（直流1500V）
- 閉塞方式：自動閉塞式（特殊）
- 保安装置：ATS-P
- 最高速度：85km/h
- 表定速度：48.8km/h
- 運転指令所：千葉総合指令室（総武指令・CTC）
  - 準運転取扱駅（入換時は駅が信号を制御）：成東駅

全区間、千葉支社管轄である。
全線が旅客営業規則の定める「東京近郊区間」、及びIC乗車カード「Suica」の首都圏エリアに含まれている。

## 歴史
東金へ鉄道を敷設する構想は1887年（明治20年）1月に遡る。総州鉄道の安井理民が『千葉県下鉄道敷設ノ意見』を発表。その中で、支線として八街から東金・勝浦への鉄道建設案を展開している。その後1888年（明治21年）に房総馬車鉄道が蘇我 - 東金間の馬車鉄道を出願している。
その後、蘇我駅 - 大網駅間を開業した房総鉄道が1900年（明治33年）に大網駅から東金駅まで開業した路線を、1907年（明治40年）に鉄道国有法により買収し、1911年（明治44年）に成東まで延長した。
1972年（昭和47年）の外房線電化に伴い、大網駅の同線方面へのスイッチバック解消のため同駅が土気駅方へ約0.6km移設されたが、運賃計算に用いる営業キロ改定（改キロ）はされていない。

### 年表
- 1900年（明治33年）6月30日：房総鉄道大網駅 - 東金駅間が開業[4]。
- 1907年（明治40年）9月1日：鉄道国有法により買収し、官設鉄道に編入[4]。
- 1909年（明治42年）10月12日：国有鉄道線路名称制定により、東金線とする[4]。
- 1911年（明治44年）11月1日：東金駅 - 成東駅間が延伸開業し全通[4]。
- 1935年（昭和10年）7月1日：気動車（ガソリンカー[4]）運転開始（大網 - 成東間）[5]。
- 1938年（昭和13年）3月1日：大網駅 - 東金駅間に福俵駅が開設[4]。
- 1941年（昭和16年）8月10日：福俵駅が営業休止[4]。
- 1954年（昭和29年）10月1日：福俵駅が営業再開[4]。
- 1965年（昭和40年）2月1日：全線にATS-Sを導入[6]。
- 1972年（昭和47年）
  - 5月27日：大網駅が移転（改キロ無し）し、外房線のスイッチバック解消[4]。大網駅 - 東金駅間が自動信号化[4]。
- 1973年（昭和48年）
  - 8月14日：東金駅 - 成東駅間が自動信号化[4]。
  - 9月28日：全線電化[4]。
- 1974年（昭和49年）3月15日：全線に列車集中制御装置 (CTC) が導入[4]。
- 1987年（昭和62年）4月1日：国鉄分割民営化により東日本旅客鉄道に承継[4]。同時に日本貨物鉄道（JR貨物）が第二種鉄道事業者となる[4]。
- 1990年（平成2年）3月10日：京葉線直通列車運転開始
- 1999年（平成11年）3月31日：JR貨物の第二種鉄道事業廃止[4]。
- 2001年（平成13年）11月18日：ICカード「Suica」の利用が可能となる[7]。
- 2010年（平成22年）
  - 3月13日：209系電車2000・2100番台の運用開始。
  - 12月19日：大網駅 - 成東駅間で ATS-P 使用開始。
- 2011年（平成23年）3月13日 ：E233系電車5000番台運用開始。
- 2024年（令和6年）3月16日 ： 同日ダイヤ改正により、通勤快速・快速の運行が終了し、すべて普通列車での運転となる。
- 2026年（令和8年）7月1日（予定）：支社制から事業本部制への再編に伴い、これまでの千葉支社の管轄から、成東駅付近のみ千葉事業本部、それ以外の区間を房総事業本部の管轄とする[8]。

## 運行形態

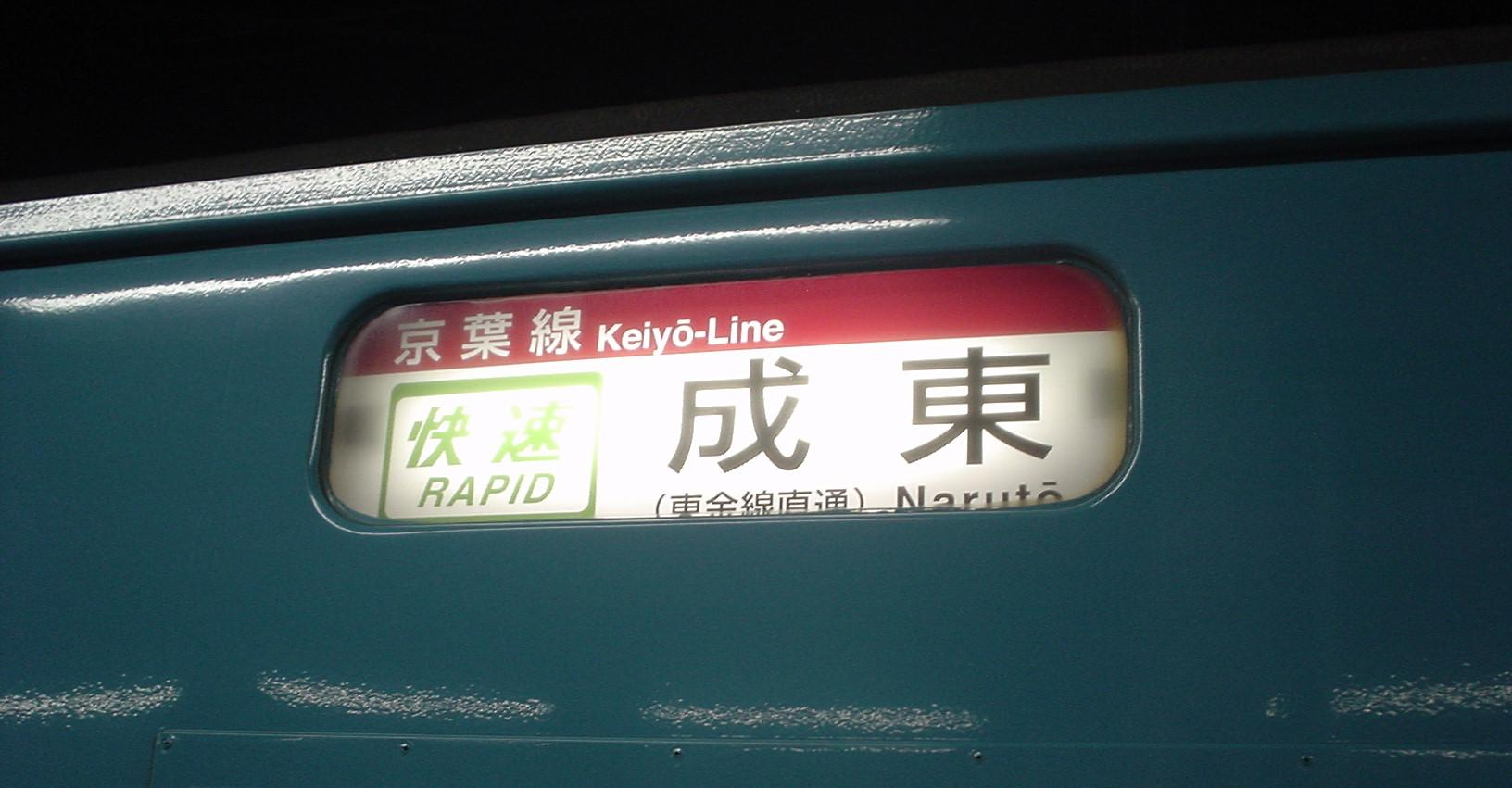
201系成東行き方向幕

特急列車や快速列車などの優等列車は運転されておらず、普通のみ運転されている。
基本的に1時間に1 - 2本（日中は1本）の運転である。大網駅 - 成東駅間線内折返し列車の他に、日中を中心に外房線直通千葉駅発着列車がある。ただし、利用者が集中する朝ピーク時の上り（成東→大網）列車は大網行で、外房線直通の千葉行は設定されていない。また、途中駅を始発・終着駅とする列車として夜間に千葉駅 - 東金駅間を運行する列車と最終列車の大網発東金行が設定されている。
1日1往復のみ京葉線直通列車が運転されている。朝に上り1本・夜に下り1本設定され、外房線・京葉線経由で東京駅まで運転される。使用車両はE233系5000番台（京葉線用）である。1日1往復の運用だが、東金線 - 東京都心を1本で結ぶ唯一の列車である。平日・土休日、上下列車共に外房線の誉田駅で、上総一ノ宮駅発着の列車と分割・連結作業を行う。この列車は2024年3月16日のダイヤ改正までは平日は通勤快速、土休日は快速として運行されていた（いずれも当線内は各駅に停車）。
ちばフラワーバスが運行する高速バス「フラワーライナー」（千葉駅 - 東金駅入口 - 成東車庫）と「シーサイドライナー」（浜松町駅・東京駅 - 東金駅入口 - 成東車庫）と競合関係にあり、前述のとおり東金線最終電車は大網駅23時10分発東金行きであるため、バスではフラワーライナー・シーサイドライナーともそれより遅くに東金駅・成東車庫に到着する便を設定している。

## 車両
現在はすべて電車で運転されている。
- 209系2100番台（幕張車両センター所属）
  - 先頭車セミクロスシート、中間車ロングシートの車両で、現在は6両編成で運行される。2010年12月4日ダイヤ改正で113系運用を、2011年10月1日の運用改定で211系の運用をそれぞれ置換えた。かつては4両編成も使用されていた。
- E233系5000番台（京葉車両センター所属）
  - ロングシート車両で、東金線内では付属編成のみ、4両編成で運行される。外房線・京葉線直通列車に加え、早朝夜間帯には間合いで一部の線内運用にも使用される。

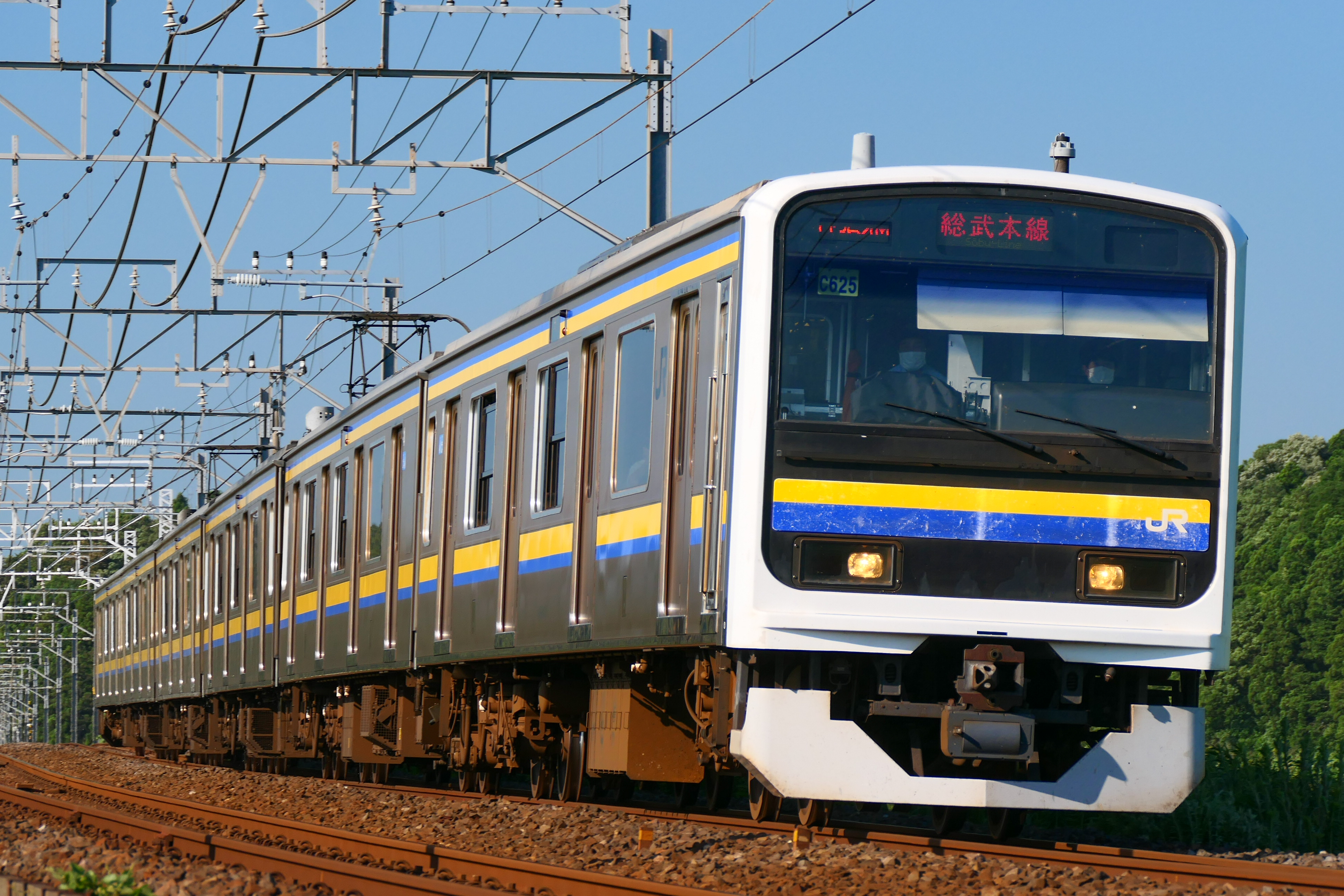
209系2100番台
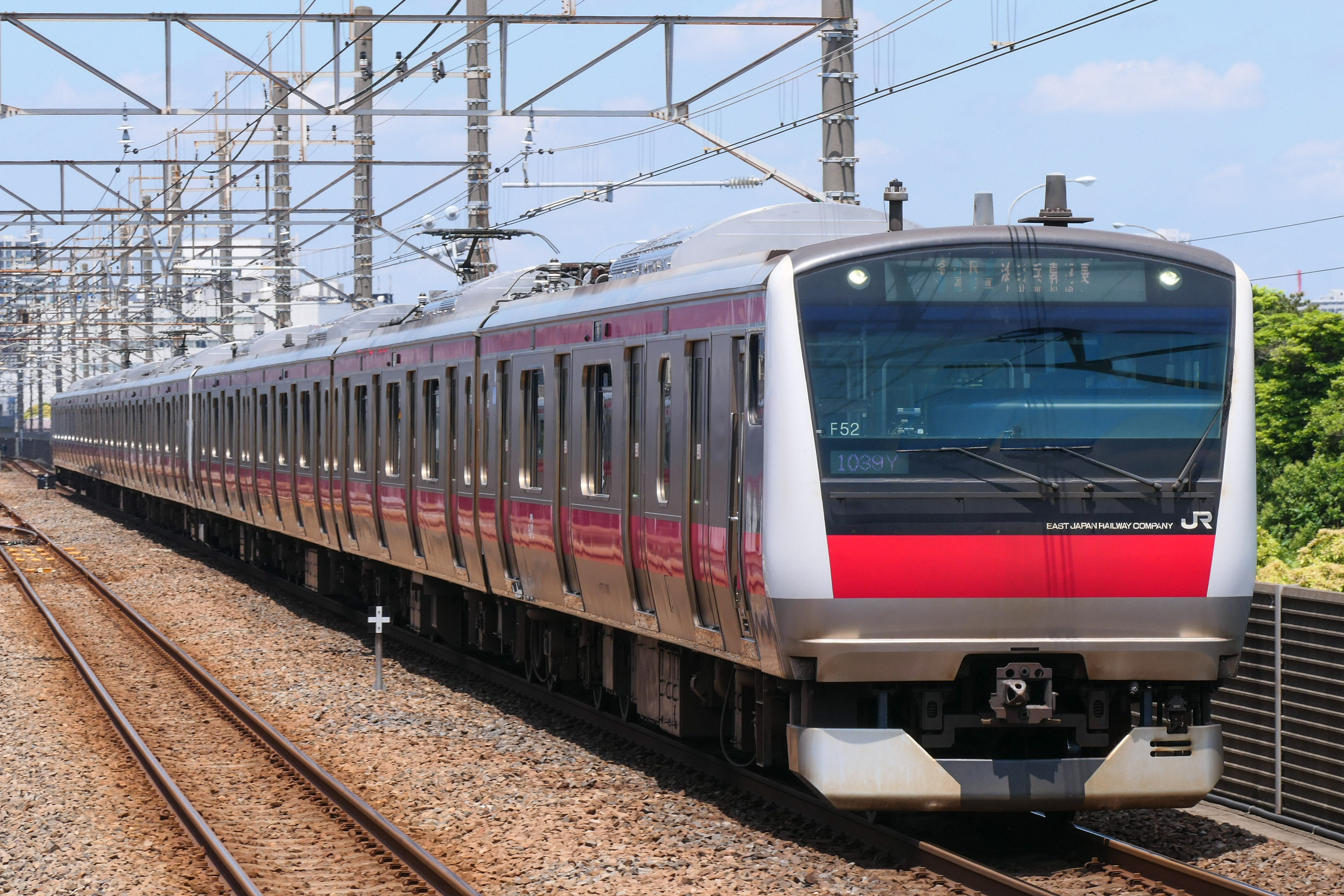
E233系5000番台

### 過去の車両
電車
- 72系（32系からの改造車を含む）（津田沼電車区所属）
  - ロングシート6両編成。1976年に撤退した。

- 103系（京葉車両センター所属）
  - ロングシート4両編成。京葉線全通当初から同線直通列車に加え、早朝夜間帯には間合いで一部線内運用にも使用された。201系が京葉線に転入したことで撤退した。

- 113系（幕張車両センター所属）
  - セミクロスシート4・6両編成。2010年12月4日ダイヤ改正限りで東金線から撤退した。

- 201系（京葉車両センター所属）
  - ロングシート4両編成。京葉線直通列車に加え、早朝夜間帯には間合いで一部線内運用にも使用された。E233系5000番台が京葉線に導入されたことで撤退した。

- 211系3000番台（幕張車両センター所属）
  - ロングシート5両編成。2011年10月1日の運用改定により209系6両編成に変更となり東金線から撤退した。

## 駅一覧
- 東金線内は全列車各駅に停車
- 線路（全線単線） … ◇・∨・∧：列車交換可、｜：列車交換不可
- 全駅千葉県内に所在。

| 駅名   | 営業キロ | 営業キロ | 接続路線                                                                      | 線路 | 所在地     |
| 駅名   | 駅間     | 累計     | 接続路線                                                                      | 線路 | 所在地     |
| ------ | -------- | -------- | ----------------------------------------------------------------------------- | ---- | ---------- |
| 大網駅 | -        | 0.0      | 東日本旅客鉄道：■外房線（千葉駅まで及び、蘇我駅経由京葉線東京駅まで直通運転） | ∨    | 大網白里市 |
| 福俵駅 | 3.3      | 3.3      |                                                                               | ｜   | 東金市     |
| 東金駅 | 2.5      | 5.8      |                                                                               | ◇    | 東金市     |
| 求名駅 | 3.8      | 9.6      |                                                                               | ◇    | 東金市     |
| 成東駅 | 4.2      | 13.8     | 東日本旅客鉄道：■総武本線                                                     | ∧    | 山武市     |

2022年度の点で、JR東日本自社による乗車人員集計の除外対象となる駅（完全な無人駅）は、福俵駅のみである。

### 過去の接続路線
- 東金駅：九十九里鉄道（1932年まで九十九里軌道） - 1961年3月1日廃止

## 平均通過人員
各年度の平均通過人員（人/日）は以下のとおりである。
| 年度                   | 平均通過人員（人/日） | 出典   |
| 年度                   | 大網 - 成東           | 出典   |
| ---------------------- | --------------------- | ------ |
| 1987年度（昭和62年度） | 12,132                | [ 10 ] |
| 2010年度（平成22年度） | 8,705                 | [ 10 ] |
| 2011年度（平成23年度） | 8,704                 | [ 10 ] |
| 2012年度（平成24年度） | 8,742                 | [ 10 ] |
| 2013年度（平成25年度） | 8,736                 | [ 10 ] |
| 2014年度（平成26年度） | 8,458                 | [ 10 ] |
| 2015年度（平成27年度） | 8,628                 | [ 11 ] |
| 2016年度（平成28年度） | 8,374                 | [ 12 ] |
| 2017年度（平成29年度） | 8,149                 | [ 12 ] |
| 2018年度（平成30年度） | 8,075                 | [ 12 ] |
| 2019年度（令和元年度） | 7,911                 | [ 12 ] |
| 2020年度（令和02年度） | 5,249                 | [ 12 ] |
| 2021年度（令和03年度） | 6,170                 | [ 13 ] |
| 2022年度（令和04年度） | 6,834                 | [ 13 ] |
| 2023年度（令和05年度） | 7,106                 | [ 14 ] |